# Forêt nationale de l'Anauá
 (avril 2020).
Si vous disposez d'ouvrages ou d'articles de référence ou si vous connaissez des sites web de qualité traitant du thème abordé ici, merci de compléter l'article en donnant les références utiles à sa vérifiabilité et en les liant à la section « Notes et références ».
La forêt nationale de l'Anauá (portugais : Floresta Nacional de Anauá) est une forêt nationale brésilienne. Elle se situe dans la région Nord, dans l'État du Roraima.
Le parc fut créé en 2005 et couvre une superficie de 259 400,62 hectares.